# Skaguitar
Skaguitar is een Nederlands duo dat ska en jazz speelt, waardoor hun stijl het beste als skajazz omschreven kan worden.

## Biografie
Skaguitar is in 2000 opgericht door de gitaristen Gerben Rienk Visser en Bob van Houten. Visser heeft jarenlang deel uitgemaakt van Mark Foggo´s Skasters en Van Houten speelde eerder bij Rude Rich and the High Notes. Ze brachten hun eerste ep getiteld Skaguitar in 2001 uit. In 2006 besloten te stoppen met overige projecten en zich volledig te richten op Skaguitar. In 2007 kwam de lp More Ska, More Guitar uit.
Begin 2013 is het duo begonnen met het samenstellen en opnemen van het nieuwe album Nick's Cafe. De uitgave stond gepland voor 26 september 2013. Hoewel de vorige albums sterk op de instrumentale muziek leunden, bevat Nick's Cafe veel zangnummers. Er hebben meerdere zangers aan het album meegewerkt, waaronder Anne Groven, Maaike Lans, Hannie Bootsma en Johan Steevens.

## Leden
- Gerben Rienk Visser - gitaar
- Bob van Houten - gitaar

## Discografie
- Skaguitar (ep, 2001)
- More Ska, More Guitar (cd/lp, 2007)
- Nick's Cafe (2013)